# Ganglion (Überbein)

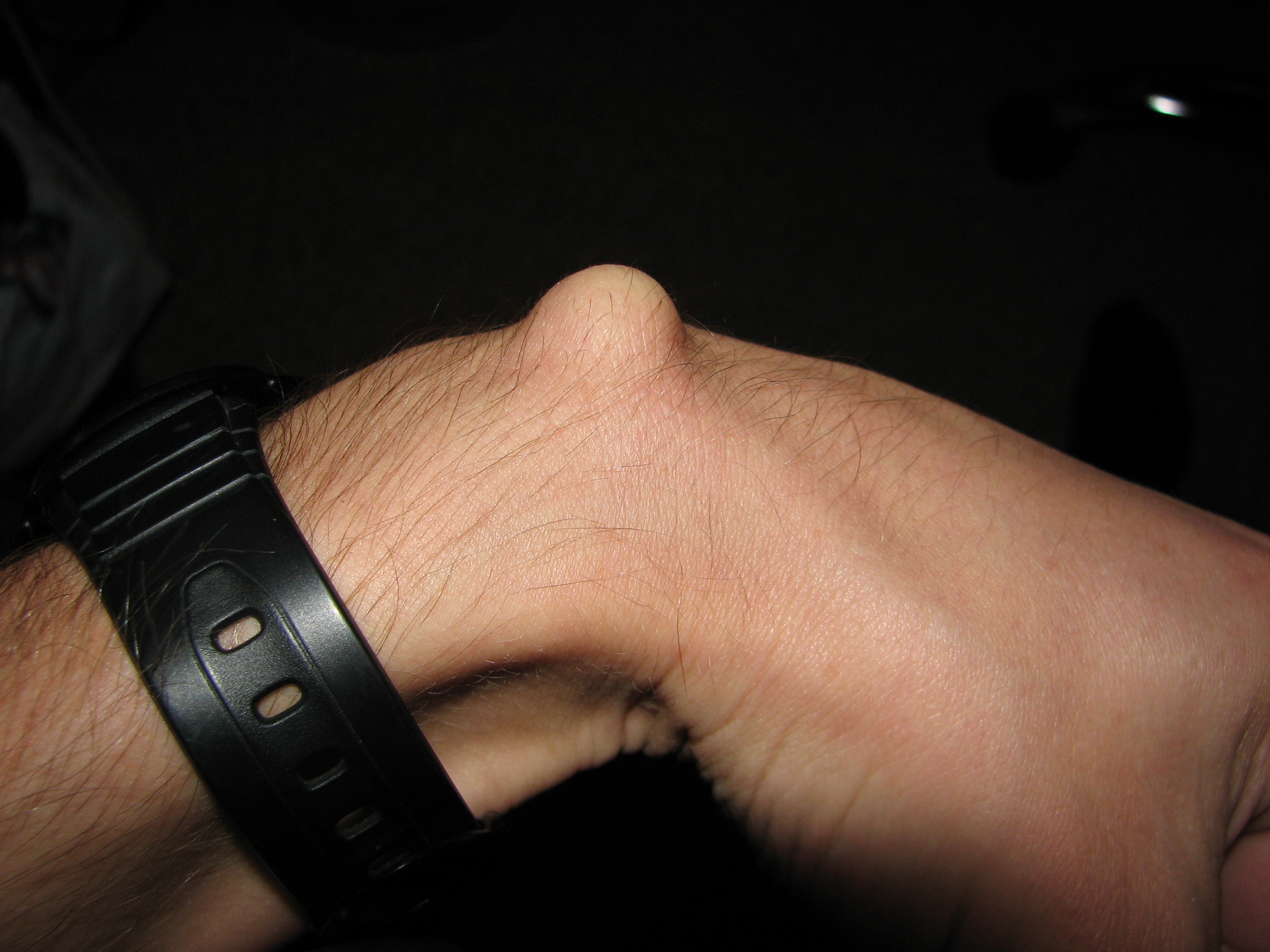
Ganglion am Rücken des Handgelenkes

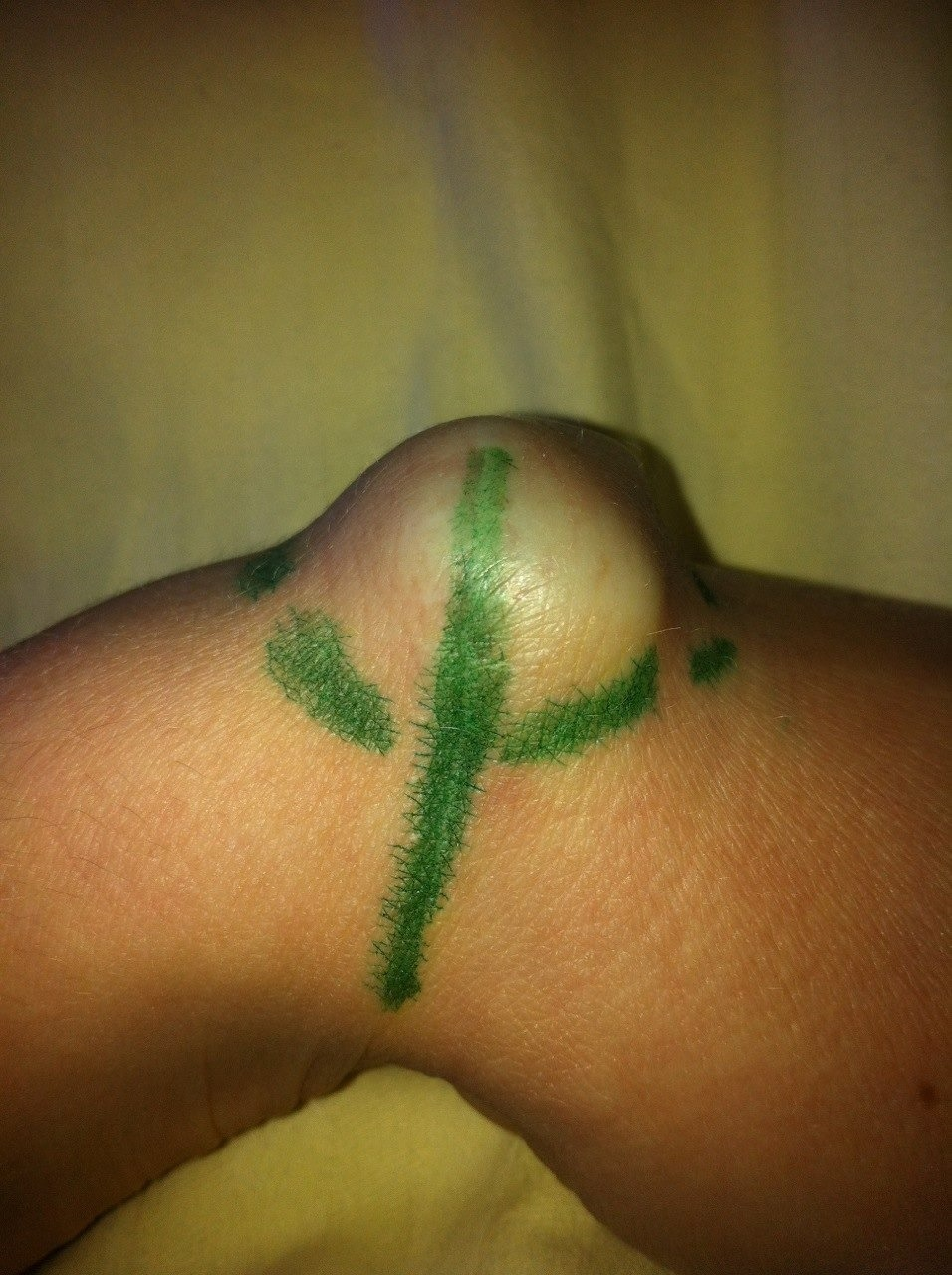
Ganglion vor Operation des Handgelenkes

Ein Ganglion (griechisch γάγγλιον „Geschwulst“, „knotenartig“, umgangssprachlich wie andere ähnlich aussehende Phänomene ungenau auch „Überbein“) ist eine einzeln oder mehrfach auftretende, gutartige Geschwulstbildung im Bereich einer Gelenkkapsel oder oberflächlichen Sehnenscheide (Sehnenscheidenhygrom). Die Bezeichnung „Überbein“ ist insofern irreführend, als die Verwendung des Begriffs „Bein“ die Betroffenheit eines Knochens suggeriert (vgl. Nasenbein, Fersenbein, Schienbein). Ein wirkliches Überbein wird Exostose genannt.

## Ursachen
Der Grund für die Entstehung ist meist unbekannt; eine Überbeanspruchung der entsprechenden Strukturen mit chronischen Reizzuständen, aber auch eine Spontanbildung, werden angenommen. Typischerweise hat ein von einer Gelenkkapsel ausgehendes Ganglion immer eine kleine, gestielte Verbindung zum Gelenkinnenraum, durch die grundsätzlich ein Flüssigkeitsaustausch zwischen beiden Strukturen möglich ist. Besteht also beispielsweise bei einer aktivierten Arthrose ein Gelenkerguss, so ändert sich – abhängig von der Gelenkstellung – der Spannungszustand der Gelenkkapsel, also der Binnendruck im Gelenk, und ein Ganglion kann sich somit mehr oder weniger füllen. Im Bereich von Gelenken kann ein Ganglion auch als Ausstülpung des inneren Blattes der Gelenkkapsel (Membrana synovialis) durch Schwachstellen der äußeren (Membrana fibrosa) hindurch entstehen.

## Auftreten
Bei einem Ganglion handelt es sich um einen häufigen, gutartigen Tumor, streckseitig oder beugeseitig am Handgelenk (Handgelenksganglion) oder an Fingergelenken (Ringbandganglion). Seltener ist das Ganglion am Fuß (Fußrücken) oder dem Knie lokalisiert, in einzelnen Fällen auch im Bereich des Ellbogens oder der Schulter.

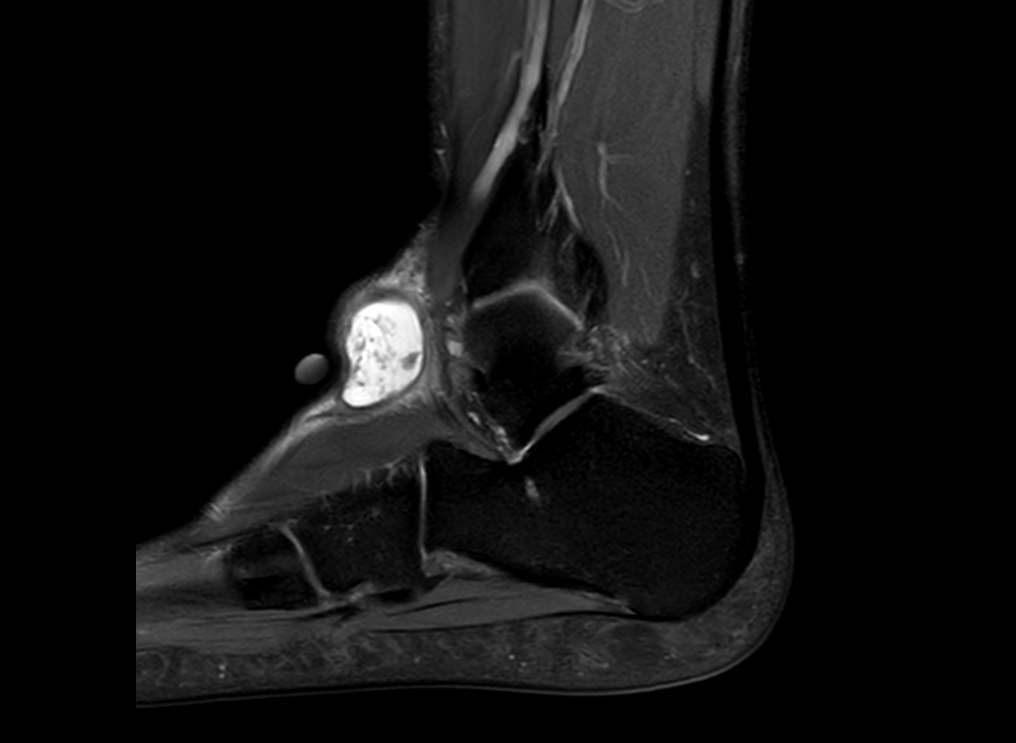
Im MRT zeigt sich ein großes Weichteilganglion ventral des Talus subkutan gelegen ohne Gelenkkontakt. Kräftige umgebende Reizreaktion der Weichteile.

## Symptome
Als prallelastische, mit zäher Flüssigkeit (Mycin) gefüllte Austreibung einer Gelenkkapsel oder einer Sehnenscheide kann ein Ganglion Schmerzen verursachen oder die Beweglichkeit einschränken. Bei sehr großen Ganglien kann es zu einer Kompression von Nerven und Gefäßen kommen. Bei Auftreten am äußersten, letzten Fingergelenk kann sich durch den mechanischen Druck des Ganglions auf die Nagelwurzel der Nagel deformieren. Diese Form des Ganglions wird auch Dorsalzyste genannt.

## Diagnose

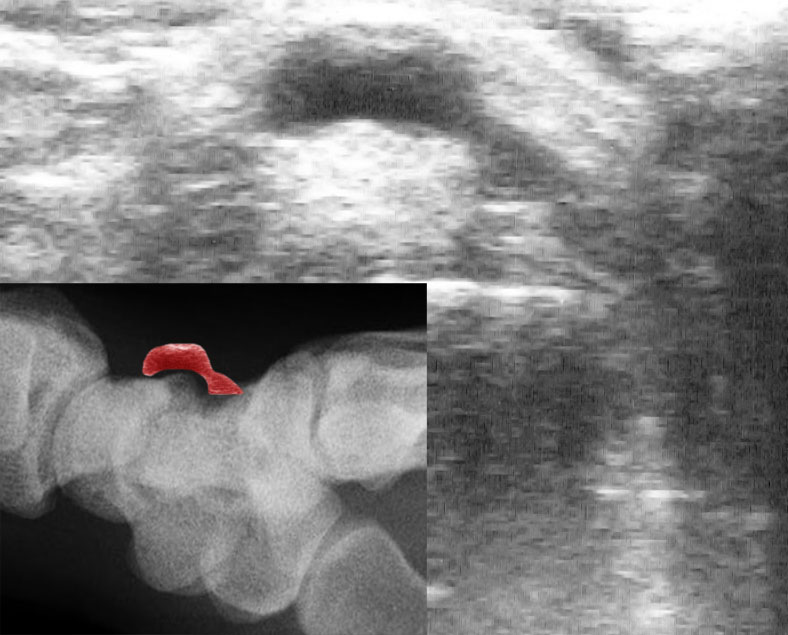
Sonographie (Ultraschall-Bild) eines Handwurzelganglions – im kleinen Bild: Röntgen-Aufnahme mit hineinkopiertem Ganglion (rot)

Die Diagnose eines Ganglions kann meist schon durch dessen Lokalisation oder Form gestellt werden. Die darüber liegende Haut ist verschiebbar, es besteht eine unveränderliche Verbindung zum Gelenk oder zur Sehnenscheide. Da aber auch andere Veränderungen ein ähnliches Bild bieten können, ist meist eine Sicherung der Diagnose nötig. Dies kann beispielsweise durch Nadelaspiration der Flüssigkeit, Ultraschall oder chirurgische Intervention geschehen. Im normalen Röntgenbild ist ein Ganglion nicht sichtbar. Die Röntgenaufnahme dient aber zum Ausschluss einer Knochenvorwölbung (Exostose). Besonders an der Basis des dritten Mittelhandknochens kann es auf dem Handrücken zu einer solchen Exostose kommen, die als Carpal boss mit einem Ganglion verwechselt werden kann.

## Therapie
Grundsätzlich sollte jede Therapie mit dem Arzt abgesprochen werden, da sonst Gelenkschäden auftreten können. Besonders von der historischen „Behandlungsmethode“, das Ganglion mit dem Schlag einer Bibel oder eines Holzhammers zu zertrümmern, ist dringend abzuraten.
Zunächst kann in den Fällen, die weniger Beschwerden verursachen, eine Ruhigstellung der betreffenden Region angestrebt werden, wodurch das Ganglion sich oft zurückbildet, bei neuerlicher Überbeanspruchung jedoch meist wieder auftritt (weil z. B. ein Gelenkerguss wieder zunimmt).
Auch das manuelle Zerdrücken (Pression) des Ganglions kann zum Erfolg führen. Dabei kann das Ganglion mit mäßigem Druck massiert (Flüssigkeit wird zurück ins Gelenk gedrückt) oder mit starkem punktuellen Druck zum Bersten gebracht werden. In einigen Fällen kann diese Form der Therapie auch zur völligen Ausheilung führen.
Eine andere Form der Therapie ist die Punktion des Ganglions mit Aspiration (Absaugen) des Inhalts. Häufig füllt sich der Innenraum des Ganglions jedoch nach einiger Zeit wieder, so dass in der Regel die operative Sanierung anzustreben ist.
Die Operation kann sowohl konventionell als auch endoskopisch erfolgen. Bei der konventionellen Operation wird das Ganglion über einen möglichst kleinen Zugang/Schnitt (je nach Größe)  mitsamt seinem Stiel abgetragen. Führt man die entsprechende Operation endoskopisch durch, werden die Instrumente über zwei oder drei kleine Hautschnitte eingeführt. Bei beiden Operationsverfahren kann es in 20 bis 30 Prozent der Fälle zu einem Wiederauftreten der Erkrankung (Rezidiv) kommen.